# Rue Émile-Péhant
La rue Émile-Péhant est une voie de Nantes, en France. 

## Situation et accès
Située dans le centre-ville de Nantes, la rue Émile-Péhant, qui relie l'avenue Carnot à la rue des Olivettes (au niveau de la cour des Olivettes), est bitumée et ouverte à la circulation automobile. Elle rencontre les rues Fouré, Monteil et Laennec. Elle permet l'accès au passage du Carrousel.

## Origine du nom
Elle porte le nom du poète breton Émile Péhant (1813-1876), poète et conservateur de la bibliothèque municipale de Nantes de 1848 à sa mort.

## Historique
À l'origine, la voie est appelée « rue Est-Ouest » et « rue Émile-Péhant » depuis le 21 mai 1890.
C'est en 1897 que la construction d'une école dans la rue est programmée. Dès 1898, celle de la rue des Olivettes s'installe à proximité du site choisi, tandis que les travaux de création des nouveaux bâtiments sont engagés en 1904, selon les plans de l'architecte Alfred Marchand. En juillet 1906, l'établissement peut être ouvert, et les filles de l'école de la faïencerie (chaussée de la Madeleine) peuvent rejoindre celles de la rue Émile-Péhant dans les nouveaux locaux, tandis que leur ancien bâtiment est dès lors occupé par des garçons. En 1914, l'école est saturée, ce qui pousse à la création d'un nouvel établissement rue Louis-Blanc (devenu par la suite le collège Aristide-Briand).

## Bâtiments remarquables et lieux de mémoire
Au no 32 de la rue, se trouvait, entre 2011 et septembre 2015, les locaux du « Pont Supérieur », l’un des quinze établissements d’enseignement supérieur du spectacle vivant en France, le seul à avoir une dimension interrégionale. Celui-ci est depuis installé sur l'île de Nantes dans de nouveaux locaux se trouvant entre le nouveau lycée Nelson-Mandela et le conservatoire à rayonnement régional.

## Voies secondaires

### Passage du Carrousel
Cette artère constitue une impasse à laquelle on accède par un porche.

### Square du Lait-de-mai
Ce petit square de 1 747 m2, inauguré en 2002, situé entre la rue Émile-Péhant et le passage Berthault, porte le nom d'une fête du quartier qui se déroula entre 1932 et 1949, la Fête du lait de mai.

### Coordonnées des lieux mentionnés
1. ↑  Passage du Carrousel : 47° 12′ 45″ N, 1° 32′ 57″ O
2. ↑  Square du Lait-de-mai : 47° 12′ 43″ N, 1° 32′ 54″ O